# ミレット作戦
ミレット作戦 (Operation Millet) は、イギリス海軍が1944年10月に実行したニコバル諸島攻撃。アメリカ軍のレイテ島侵攻の牽制作戦として実行された。

## 参加部隊
- 第63任務部隊（アーサー・パワー中将）
  - 第63.1任務群：巡洋戦艦「レナウン」（旗艦）、駆逐艦「クィリアム」、「クィーンボロー」、「キベロン」
  - 第63.2任務群：重巡洋艦「ロンドン」、「カンバーランド」、「サフォーク」、駆逐艦「リレントレス」、「レイダー」、「ノーマン」、「ファン・ガレン」
  - 第63・3任務群：空母「インドミタブル」、「フォーミダブル」、軽巡洋艦「フィービ」、駆逐艦「ウェルプ」、「ウェイクフル」、「ウェセックス」、「ウェイジャー」

## 作戦経過
10月15日にトリンコマリーより出撃。
10月17日、カーニコバル島およびナンコーリ島を空襲。港内で「石狩丸」（830トン）を沈めた。イギリス側はコルセア2機とバラクーダ1機を失った。またヘルキャット1機が着艦時に墜落した。続いて第63.2任務群がカーニコバル島を砲撃。夜間にも「ロンドン」と駆逐艦2隻が砲撃を行った。
10月18日、「レナウン」、「サフォーク」、駆逐艦3隻が艦砲射撃を実施。
10月19日、ナンコーリ島を空襲。イギリス側はバラクーダ1機を失った。また、バラクーダ1機が海上で墜落している。同日、スマトラの日本軍第九飛行師団がイギリス艦隊攻撃を試み、一式戦闘機9機がイギリス戦闘機と交戦。日本側は4機喪失、2機不時着、イギリス側はコルセア2機とヘルキャット1機を失った。
トリンコマリーへの帰路、駆逐艦1隻が触雷した。